# Mord auf Shetland
Mord auf Shetland (original Titel "Shetland") ist eine schottische Krimiserie, die größtenteils auf Romanen der Kriminalschriftstellerin Ann Cleeves basiert. Die auf den titelgebenden Shetlandinseln spielende Serie hatte ihre deutsche Premiere am 27. März 2016 in der ARD.

## Inhalt
Die eigentlich als Miniserie gedachte erste Staffel, bestehend aus zwei Episoden, baut inhaltlich auf Cleeves’ Roman Red Bones auf. Die aus sechs Episoden bestehende zweite Staffel basiert auf den Geschichten der Romane Raven Black, Dead Water und Blue Lightning. Ab Staffel 3 widmet sich jede Staffel einem kompletten Fall, der eine eigens für die Serie erdachte Geschichte ist.

## Hauptbesetzung
Die Synchronisation der Serie wird bei der Berliner Synchron nach einem Dialogbuch und unter der Dialogregie von Beate Klöckner und Horst Müller erstellt.
| Rolle                                                          | Staffel | Darsteller       | Synchronsprecher  |
| -------------------------------------------------------------- | ------- | ---------------- | ----------------- |
| Detective Inspector Jimmy Perez                                | 1–7     | Douglas Henshall | Dirk Bublies      |
| Detective Constable/Detective Sergeant Alison „Tosh“ MacIntosh | 1–      | Alison O’Donnell | Friederike Walke  |
| Police Constable/Detective Constable Sandy Wilson              | 1–      | Steven Robertson | Bastian Sierich   |
| Sgt Billy McBride                                              | 2       | Stewart Porter   | Axel Lutter       |
| Sgt Billy McCabe                                               | 1–      | Lewis Howden     | Dieter Memel      |
| Cassie Perez                                                   | 1–      | Erin Armstrong   | Victoria Frenz    |
| Duncan Hunter                                                  | 1–      | Mark Bonnar      | Olaf Reichmann    |
| Cora McLean                                                    | 2–      | Anne Kidd        | Kornelia Boje     |
| Rhona Kelly                                                    | 2–      | Julie Graham     | Anke Reitzenstein |
| Detective Inspector Ruth Calder                                | 8–      | Ashley Jensen    | Vera Teltz        |

## Episodenliste

### Staffel 1
| Nr. (ges.) | Nr. (St.) | Deutscher Titel               | Originaltitel                         | Erstausstrahlung UK         | Deutschsprachige Erstausstrahlung (ARD) | Regie      | Drehbuch   | Zuschauer |
| ---------- | --------- | ----------------------------- | ------------------------------------- | --------------------------- | --------------------------------------- | ---------- | ---------- | --------- |
| 1          | 1         | Im kalten Licht des Frühlings | Red Bones – Part 1 Red Bones – Part 2 | 10. März 2013 11. März 2013 | 27. März 2016                           | Peter Hoar | David Kane | 2,86 Mio. |

### Staffel 2
| Nr. (ges.) | Nr. (St.) | Deutscher Titel     | Originaltitel                                   | Erstausstrahlung UK         | Deutschsprachige Erstausstrahlung (ARD) | Regie            | Drehbuch         | Zuschauer |
| ---------- | --------- | ------------------- | ----------------------------------------------- | --------------------------- | --------------------------------------- | ---------------- | ---------------- | --------- |
| 2          | 1         | Die Nacht der Raben | Raven Black – Part 1 Raven Black – Part 2       | 11. März 2014 18. März 2014 | 15. Mai 2016                            | John McKay       | Gaby Chiappe     |           |
| 3          | 2         | Tote Wasser         | Dead Water – Part 1 Dead Water – Part 2         | 25. März 2014 1. Apr. 2014  | 16. Mai 2016                            | David Moore      | David Kane       | 3,71 Mio. |
| 4          | 3         | Sturmwarnung        | Blue Lightning – Part 1 Blue Lightning – Part 2 | 8. Apr. 2014 15. Apr. 2014  | 17. Apr. 2017                           | Stewart Svaasand | Richard Davidson | 3,32 Mio. |

### Staffel 3
| Nr. (ges.) | Nr. (St.) | Deutscher Titel | Originaltitel       | Erstausstrahlung UK         | Deutschsprachige Erstausstrahlung (ARD) | Regie                           | Drehbuch                                     | Zuschauer |
| ---------- | --------- | --------------- | ------------------- | --------------------------- | --------------------------------------- | ------------------------------- | -------------------------------------------- | --------- |
| 5          | 1         | Der Vermisste   | Episode 1 Episode 2 | 15. Jan. 2016 22. Jan. 2016 | 7. Juli 2019                            | Thaddeus O’Sullivan             | Gaby Chiappe Robert Murphy                   | 2,66 Mio. |
| 6          | 2         | Bedrohung       | Episode 3 Episode 4 | 5. Feb. 2016 12. Feb. 2016  | 13. Juli 2019                           | Thaddeus O’Sullivan Jan Matthys | Robert Murphy Gaby Chiappe/ Alexander Perrin |           |
| 7          | 3         | Erlösung        | Episode 5 Episode 6 | 19. Feb. 2016 4. März 2016  | 14. Juli 2019                           | Jan Matthys                     | Gaby Chiappe David Kane                      | 3,11 Mio. |

### Staffel 4
| Nr. (ges.) | Nr. (St.) | Deutscher Titel                | Originaltitel       | Erstausstrahlung UK         | Deutschsprachige Erstausstrahlung (ARD) | Regie                           | Drehbuch                   | Zuschauer |
| ---------- | --------- | ------------------------------ | ------------------- | --------------------------- | --------------------------------------- | ------------------------------- | -------------------------- | --------- |
| 8          | 1         | Späte Rache                    | Episode 1 Episode 2 | 13. Feb. 2018 20. Feb. 2018 | 9. Apr. 2020                            | Lee Haven Jones                 | David Kane Louise Ironside | 2,31 Mio. |
| 9          | 2         | Ein unheimlicher Besucher      | Episode 3 Episode 4 | 27. Feb. 2018 6. März 2018  | 12. Apr. 2020                           | Lee Haven Jones Rebecca Gatward | David Kane                 | 2,72 Mio. |
| 10         | 3         | Die Schatten der Vergangenheit | Episode 5 Episode 6 | 13. März 2018 20. März 2018 | 13. Apr. 2020                           | Rebecca Gatward                 | David Kane                 | 2,74 Mio. |

### Staffel 5
| Nr. (ges.) | Nr. (St.) | Deutscher Titel | Originaltitel       | Erstausstrahlung UK         | Deutschsprachige Erstausstrahlung (ARD) | Regie                         | Drehbuch              | Zuschauer |
| ---------- | --------- | --------------- | ------------------- | --------------------------- | --------------------------------------- | ----------------------------- | --------------------- | --------- |
| 11         | 1         | Fern der Heimat | Episode 1 Episode 2 | 12. Feb. 2019 19. Feb. 2019 | 14. Apr. 2022                           | Gordon Anderson               | David Kane Paul Logue | 2,71 Mio. |
| 12         | 2         | Der Tod wartet  | Episode 3 Episode 4 | 26. Feb. 2019 5. März 2019  | 17. Apr. 2022                           | Gordon Anderson Isabelle Sieb | David Kane Paul Logue | 2,44 Mio. |
| 13         | 3         | Falsches Spiel  | Episode 5 Episode 6 | 12. März 2019 19. März 2019 | 18. Apr. 2022                           | Isabelle Sieb                 | David Kane            | 2,59 Mio. |

### Staffel 6
| Nr. (ges.) | Nr. (St.) | Deutscher Titel | Originaltitel       | Erstausstrahlung UK         | Deutschsprachige Erstausstrahlung (ARD) | Regie                 | Drehbuch              | Zuschauer |
| ---------- | --------- | --------------- | ------------------- | --------------------------- | --------------------------------------- | --------------------- | --------------------- | --------- |
| 14         | 1         | Alte Wunden     | Episode 1 Episode 2 | 20. Okt. 2021 27. Okt. 2021 | 6. Apr. 2023                            | Max Myers             | David Kane Paul Logue |           |
| 15         | 2         | Unter Verdacht  | Episode 3 Episode 4 | 3. Nov. 2021 10. Nov. 2021  | 9. Apr. 2023                            | Max Myers Siri Rødnes | David Kane Paul Logue |           |
| 16         | 3         | Die Täuschung   | Episode 5 Episode 6 | 17. Nov. 2021 24. Nov. 2021 | 10. Apr. 2023                           | Siri Rødnes           | David Kane            |           |

### Staffel 7
| Nr. (ges.) | Nr. (St.) | Deutscher Titel    | Originaltitel       | Erstausstrahlung UK         | Deutschsprachige Erstausstrahlung (ARD) | Regie                     | Drehbuch              | Zuschauer |
| ---------- | --------- | ------------------ | ------------------- | --------------------------- | --------------------------------------- | ------------------------- | --------------------- | --------- |
| 17         | 1         | Gefährliche Träume | Episode 1 Episode 2 | 10. Aug. 2022 17. Aug. 2022 | 12. Mai 2024                            | Fiona Walton              | David Kane Paul Logue |           |
| 18         | 2         | Tödlicher Sturz    | Episode 3 Episode 4 | 24. Aug. 2022 31. Aug. 2022 | 19. Mai 2024                            | Fiona Walton Louis Paxton | David Kane Paul Logue |           |
| 19         | 3         | Preis der Freiheit | Episode 5 Episode 6 | 7. Sep. 2022 14. Sep. 2022  | 20. Mai 2024                            | Louis Paxton              | David Kane            |           |

### Staffel 8
| Nr. (ges.) | Nr. (St.) | Deutscher Titel       | Originaltitel       | Erstausstrahlung UK         | Deutschsprachige Erstausstrahlung (ARD) | Regie          | Drehbuch                               | Zuschauer |
| ---------- | --------- | --------------------- | ------------------- | --------------------------- | --------------------------------------- | -------------- | -------------------------------------- | --------- |
| 20         | 1         | Auf der Flucht        | Episode 1 Episode 2 | 1. Nov. 2023 8. Nov. 2023   | 17. Apr. 2025                           | Andy Newbery   | Paul Logue                             |           |
| 21         | 2         | Böses Blut            | Episode 3 Episode 4 | 15. Nov. 2023 22. Nov. 2023 | 20. Apr. 2025                           | Andy Newbery   | Denise Paul Vivienne Harvey Paul Logue |           |
| 22         | 3         | Das Familiengeheimnis | Episode 5 Episode 6 | 29. Nov. 2023 6. Dez. 2023  | 21. Apr. 2025                           | Giulia Gandini | Paul Logue                             |           |

## Veröffentlichung auf DVD
Nach mehrfacher Verschiebung erfolgte die erste Veröffentlichung auf DVD im deutschsprachigen Raum am 14. April 2017. Die 4-DVD-Box von edel:motion enthält die auf Spielfilmlänge geschnittenen Pilotepisoden sowie die eigentliche 2. Staffel der Serie, deklariert als „Pilotfilm & Staffel 1“. Stand April 2025 sind die Staffeln 1 bis 3 als Sammelbox sowie die Staffeln 1 bis 7 einzeln auf Deutsch und die Staffeln 1 bis 8 einzeln bzw. als Sammelbox (seit Januar 2024) auf Englisch erhältlich.